# Protapanteles thompsoni
Protapanteles thompsoni är en stekelart som först beskrevs av Lyle 1927.  Protapanteles thompsoni ingår i släktet Protapanteles och familjen bracksteklar. Inga underarter finns listade i Catalogue of Life.